# Röd lummermossa
Röd lummermossa (Barbilophozia rubescens) är en bladmossart som först beskrevs av R.M.Schust. et Damsh., och fick sitt nu gällande namn av Kartt. et L.Söderstr.. Enligt Catalogue of Life ingår Röd lummermossa i släktet lummermossor och familjen Anastrophyllaceae, men enligt Dyntaxa är tillhörigheten istället släktet lummermossor och familjen Lophoziaceae. Enligt den finländska rödlistan är arten otillräckligt studerad i Finland. Arten är reproducerande i Sverige. Artens livsmiljö är våtmarker i fjällen (myrar, stränder, snölegor). Inga underarter finns listade i Catalogue of Life.